# Despised Icon
Despised Icon — канадская дэткор-группа из Монреаля, основанная в 2002 году.
В апреле 2010 года группа распалась, но официально воссоединилась шесть лет спустя в апреле 2016 года, также отыграв концерты в 2014 и 2015 годах. В общей сложности группа выпустила шесть полноформатных альбомов.

## История
Группа Despised Icon была основана в январе 2002 года в Монреале, Квебек, Канада. Вскоре после своего образования группа подписала контракт с Galy Records и выпустила свой дебютный альбом Consumed by Your Poison в октябре того же года. В следующем году Despised Icon претерпели несколько изменений в своём составе. В начале 2004 года группа вернулась в новом составе, состоящем из двух вокалистов Стива Маруа и Алекса Эриана, гитаристов Янника Сен-Аманда и Эрика Джарина, басиста Себастьяна Пише и барабанщика Алекса Пеллетье, и записала EP под названием Syndicated Murderers, а затем сплит с Bodies in the Gears of the Apparatus, выпущенный на Relapse Records.
В январе 2005 года Despised Icon подписали контракт с Century Media. 5 апреля 2005 года на этом лейбле группа выпустила свой второй студийный альбом The Healing Process.
Третий студийный альбом группы, The Ills of Modern Man, был записан и выпущен в 2007 году на Century Media Records. Продюсером альбома выступил бывший гитарист коллектива Янник Сен-Аманд. Альбом занял 28 место в чарте Billboard Top Heatseekers.
В конце октября 2008 года Despised Icon объявили подробности о своём первом DVD под названием Montreal Assault, который был выпущен 27 января 2009 года. На DVD представлены съёмки с концерта группы в родном городе, документальный фильм, а также все музыкальные клипы. Изначально планировалось выпустить его 17 января, но из-за производственных проблем выпуск был отложен. Во время своего тура Montreal Assault Tour 2009 группа объявила о записи нового студийного альбома под названием Day of Mourning, который был выпущен 22 сентября 2009 года на Century Media Records.
7 апреля 2010 года группа Despised Icon объявила о своём расформировании. Они объяснили, что это связано с тем, что участники группы достигли «новой главы в своей жизни, завели семьи, купили дома и занялись другими занятиями. Писать музыку, гастролировать и уезжать из дома на несколько месяцев постепенно становится невозможным из-за этого. Мы все решили, что будет лучше прекратить всё сейчас и закончить всё правильно».
4 февраля 2014 года группа объявила на своей странице в Facebook, что воссоединится, чтобы сыграть несколько концертов предстоящей весной. Группа будет состоять из всех участников эпохи The Healing Process, за исключением гитариста Бена Лендервиля.
6 апреля 2015 года группа объявила на своей странице в Facebook, что в честь 10-летней годовщины выхода альбома The Healing Process группа даст эксклюзивные концерты на фестивале Ghostfest в Великобритании и на фестивале Envol & Macadam в Квебеке.
20 сентября группа отправилась в масштабное турне по Северной Америке для продвижения своего грядущего альбома Purgatory.
Шестой полноформатный альбом, Purgatory, был выпущен 15 ноября 2019 года.

## Дискография

### Студийные альбомы
- Consumed by Your Poison (2002)
- The Healing Process (2005)
- The Ills of Modern Man (2007)
- Day of Mourning (2009)
- Beast (2016)
- Purgatory (2019)
- Shadow Work (2025)

### DVD
- Montreal Assault (2009)

### EP
- Syndicated Murderers (2004)
- Bodies in the Gears of the Apparatus and Despised Icon (2005, сплит)
- DÉTERRÉ (2022)

## Участники
Текущий состав
- Стив Маруа — вокал (2002–2010, 2014–настоящее время)
- Алекс Эриан — вокал (2004–2010, 2014–настоящее время); ударные (2002–2004)
- Эрик Джарин — гитара (2002–2010, 2014–настоящее время)
- Себастьян Пише — бас-гитара (2002–2008, 2014–настоящее время)
- Янник Сен-Аманд — сэмплирование, медиа (2002—2010; 2014–настоящее время); гитара (2002–2006)
- Алекс Пеллетье — ударные (2004–2010, 2014–настоящее время)
- Бен Лендервиль — гитара (2009–2010, 2014–настоящее время)

Бывшие участники
- Мари-Элен Лэндри — вокал (2002–2003)
- Эль Глассман — гитара (2006–2008)
- Макс Лавель — бас-гитара (2008–2010)